# (2503) Liaoning
(2503) Liaoning ist ein Asteroid des Hauptgürtels, der am 16. Oktober 1965 am Purple-Mountain-Observatorium in Nanjing entdeckt wurde. 
Der Name des Asteroiden ist von der nordost-chinesischen Provinz Liaoning abgeleitet.